# Isopsefia
Isopsefia (ἴσος isos, em grego, significa "igual" e  ψῆφος psephos significa "pedregulho") é a palavra grega para a antiga prática de juntar os valores numéricos das letras de uma palavra para formar um único número. Os gregos mais antigos usavam arranjos de pedregulhos (ou seixos) para estudar aritmética e geometria.
Isopsefia se relaciona à  Guematria, a mesma prática que usa o alfabeto hebraico e o antigo sistema de números de outros povos (para a versão no alfabeto árabe ver numerais abjad). A Guematria das línguas com a escrita latina foi bem popular na Europa da Idade Média até o Renascimento e certamente seu legado ainda subesiste na numerologia e nos simboloismo da Maçonaria.

## História
Até os  algarismos indo-arábicos serem adotados e adaptados entre os séculos VIII e IX, sendo promovidos da Europa por Fibonacci da República de Pisa com seu livro Liber Abaci de 1202, os numerais eram predominantemente alfabéticos (exemplo, os Gregos e Romanos). Com certeza, há evidências de que alguns dos antigos alfabetos foram desenvolvidos para servir a necessidades matemáticas. Há um pequeno passo entre o uso de letras de alfabeto na matemática do dia a dia e a matemática perceber números em palavras e daí escrever levando em conta as dimensões numéricas das palavras.
Uma primeira antiga referência à Isopsefia, apresentando uma sofisticação maior que a usual (usando multiplicação de forma preferencial à adição), é do matemático Apolônio de Pérgamo, que escreveu no século III a.C. Ele questiona : “considerando-se o verso ΑΡΤΕΜΙΔΟΣ ΚΛΕΙΤΕ ΚΡΑΤΟΣ ΕΞΟΧΟΝ ΕΝΝΕΑ ΚΟΥΡΑΙ ('Nove donzelas louvam o glorioso poder  de Artemis'), o que faz todos os produtos serem iguais?" Casos mais convencionais de Ipsosefia foram encontrados em Grefittis encontrados em Pompeia e datam de 79 d.C. Em um se pode ler Φιλω ης αριθμος ϕμε, "Eu amo aquele cujo número é 545." Outro diz "Amerimnus teve considerações boas sobre sua dama Harmonia. O número do nome de sua honorável é 45."
Suetônio, escrevendo em 121 d.C., registrou um slogan político escrito num muro em Roma:
"Nero, Orestes, Alcmeon suas mães mataram.
Um cálculo novo. Nero matou sua mãe"
Que parece ser mais caso de simbolismo numérico. Em língua grega, Νερων, Nero, tem o valor numérico 50+5+100+800+50=1005, o mesmo valor de ιδιαν μητερα απεκτεινε (idian metera apekteine) - "Ele matou sua própria mãe", (10+4+10+1+50) + (40+8+300+5+100+1) + (1+80+5+20+300+5+10+50+5). Um famoso exemplo é 666, o Número da Besta do livro bíblico do Apocalipse (13:18): "Deixe quem tem entendimento contar o número da Besta: esse é número de um homem; e seu número é Seis centenas sessenta e seis" (O número daí obtido “conta” como ψηφισάτω, psephisato, que tem a mesma contagem de “seixos” que a palavra  isopsefia).
.

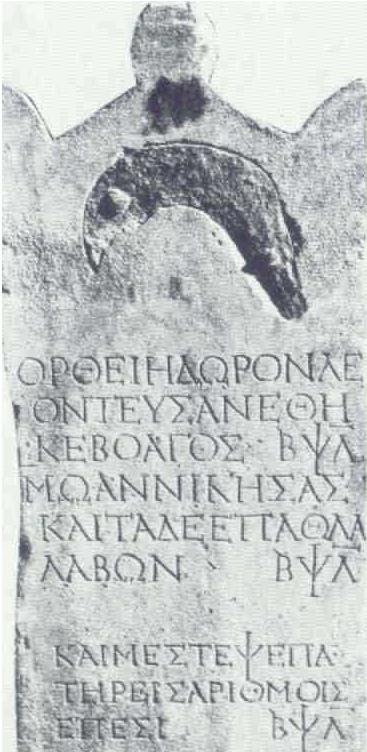
Exemplo de Ipsosefia no Santuário de Artemis Orthia, século II d.C

Também há o caso do 1º século d.C. quando Leônidas de Alexandria criou  isopsefos, epigramas dísticos equinumerais, nos quais os versos hexâmetros e pentâmetros são iguais em valores numéricos aos dois versos seguintes. Ele endereçou alguns deles a Nero:
Θυει σοι τοδε γραμμα γενεθλιακαισιν εν ὡραις,
Καισαρ, Νειλαιη Μουσα Λεωνιδεω.
Καλλιοπης γαρ ακαπνον αει θυος• εις δε νεωτα
Ην εθελῃς, θυσει τουδε περισσοτερα.
"A musa de Leônidas do Nilo oferece a vós, Oh César esses escritos, pela data de vosso aniversário; para que o sacrifício para Calíope sejas sempre sem fumaça; mas no ano seguinte deve-se ofertar mais, se vós quiserdes, mais coisas boas do que agora." Aqui a soma de ambos primeiros dísticos é 5699. Em outro dos dísticos a linha do hexâmetro é igual ao número do pentâmetros correspondente::
Εἱς προς ἑνα ψηφοισιν ισαζεται, ου δυο δοιοις,
Ου γαρ ετι στεργω την δολιχογραφιην.
"Uma linha é feita igual ao número um, não dois para dois; para que eu não mais aprove epigramas longos" Aqui cada linha totaliza 4111.
Uma pedra encontrada no Santuário de Artemis Orthia, no local da antiga Esparta, é mais um exemplo de isopsefia elegíaca em verso do século II d.C:
ΟΡΘΕΙΗ ΔΩΡΟΝ ΛΕΟΝΤΕΥΣ ΑΝΕΘΗΚΕ ΒΟΑΓΟΣ ΒΨΛ
ΜΩΑΝ ΝΙΚΗΣΑΣ ΚΑΙ ΤΑΔΕ ΕΠΑΘΛΑ ΛΑΒΩΝ ΒΨΛ
ΚΑΙ Μ ΕΣΤΕΨΕ ΠΑΤΗΡ ΕΙΣΑΡΙΘΜΟΙΣ ΕΠΕΣΙ ΒΨΛ
Trata-se uma estela votiva de um rapaz que venceu uma competição de canto. Também no século II, Aelius Nicon de Pérgamo, o arquiteto e construtor grego Pérgamo, que foi descrito por seu filho medico, Galeno, como tendo sido um “mestre de todo o possível conhecimento de geometria e nímeros”, era também um mestre em compor trabalhos escritos de natureza ipsofônicos.

## Valor das letras Gregas
Em Grego cada unidade de 1 a 9  é representada por uma letra específica, o mesmo valendo para cada dezena de 10 a 90 e cada centena de 100 a 900. Isso requer 27 letras e por isso o alfabeto grego de 24 letras foi estendido pelo uso de três letras obsoletas: digamma ϝ (também são usadas Stigma ϛ ou, em letras do grego moderno, στ) para 6, qoppa ϟ para  90, e sampi ϡ para 900.
Esse sistema alfabético opera no princípio de adição com os valores das letras para formar o total; Exemplo: 241 é representado por σμα (200 + 40 + 1).
| Letra (maiúscula e minúscula) | Valor | Nome                | Trans- literação |
| Α α                           | 1     | Alpha               | a                |
| Β β                           | 2     | Beta                | b                |
| Γ γ                           | 3     | Gamma               | g                |
| Δ δ                           | 4     | Delta               | d                |
| Ε ε                           | 5     | Epsilon             | e                |
| (Ϝ ϛ)                         | 6     | Digamma (ou Stigma) | –                |
| Ζ ζ                           | 7     | Zeta                | z                |
| Η η                           | 8     | Eta                 | ē                |
| Θ θ                           | 9     | Theta               | th               |

| Letra (maiúscula e minúscula) | Valor | Nome    | Trans- literação |
| Ι ι                           | 10    | Iota    | i                |
| Κ κ                           | 20    | Kappa   | k                |
| Λ λ                           | 30    | Lambda  | l                |
| Μ μ                           | 40    | Mu      | m                |
| Ν ν                           | 50    | Nu      | n                |
| Ξ ξ                           | 60    | Xi      | x                |
| Ο ο                           | 70    | Omicron | o                |
| Π π                           | 80    | Pi      | p                |
| (Ϙ)                           | 90    | Qoppa   | –                |

| Letra (maiúscula e minúscula) | Valor | Nome    | Trans- literação |
| Ρ ρ                           | 100   | Rho     | r                |
| Σ σ                           | 200   | Sigma   | s                |
| Τ τ                           | 300   | Tau     | t                |
| Υ υ                           | 400   | Upsilon | y                |
| Φ φ                           | 500   | Phi     | ph               |
| Χ χ                           | 600   | Chi     | ch               |
| Ψ ψ                           | 700   | Psi     | ps               |
| Ω ω                           | 800   | Omega   | ō                |
| (ϡ)                           | 900   | Sampi   | –                |

### Externas
Calculador para Guematria Grega - Isopsefi – usa  Flash 8 ou mais recente – Aceita Letras Gregas Unicode
Isopsefia no Novo Testamento